# Bislett Games 2010
Bislett Games 2010 byl lehkoatletický mítink, který se konal 4. června 2010 v norském městě Oslo. Byl součástí série mítinků Diamantové ligy 2010. První místo v běhu na 200 m získala Američanka LaShauntea Moore (22,38 s), byla ovšem diskvalifikována za překročení své dráhy.

## Výsledky
- Archiv výsledků zde [2]

### Muži
| Disciplína     | 1. místo                     | 2. místo                     | 3. místo                   |
| 100 m          | Asafa Powell 9,72            | Richard Thompson 9,90        | Churandy Martina 9,92      |
| 800 m          | David Lekuta Rudisha 1:42,04 | Abubaker Kaki Khamis 1:42,23 | Marcin Lewandowski 1:44,56 |
| 1500 m         | Manuel Olmedo 3:36,98        | Álvaro Rodríguez 3:37,39     | Yoann Kowal 3:38,34        |
| 5000 m         | Imane Merga 12:53,81         | Tariku Bekele 12:53,97       | Bernard Lagat 12:54,12     |
| 400 m překážek | Kerron Clement 48,12         | Bershawn Jackson 48,25       | David Greene 49,05         |
| Skok o tyči    | Renaud Lavillenie 580 cm     | Malte Mohr 570 cm            | Aleksandr Gripicz 560 cm   |
| Vrh koulí      | Christian Cantwell 21,31 m   | Dylan Armstrong 21,16 m      | Tomasz Majewski 21,12 m    |
| Hod oštěpem    | Andreas Thorkildsen 86,00 m  | Petr Frydrych 85,33 m        | Teemu Wirkkala 85,04 m     |

### Ženy
| Disciplína      | 1. místo                        | 2. místo                             | 3. místo                   |
| 200 m           | Carmelita Jeterová 22,54        | Debbie Fergusonová-McKenzieová 22,89 | Alexandra Fedorivová 22,98 |
| 400 m           | Amantle Montshoová 50,34        | Novlene Williamsová-Millsová 50,43   | Debbie Dunnová 50,75       |
| 100 m překážek  | Lolo Jonesová 12,66             | Priscilla Lopesová-Schliepová 12,72  | Perdita Felicienová 12,72  |
| 3000 m překážek | Milcah Chemos Cheywaová 9:12,66 | Gladys Jerotich Kipkemoi 9:16,21     | Lydia Jebet Rotich 9:18,03 |
| Skok do výšky   | Blanka Vlašičová 201 cm         | Chaunté Loweová 201 cm               | Levern Spencerová 194 cm   |
| Skok daleký     | Olga Kučerenková 691 cm         | Naide Gomesová 678 cm                | Darja Klišinová 677 cm     |
| Hod diskem      | Nadine Müllerová 63,93 m        | Żaneta Glanc 62,16 m                 | Aretha Thurmond 61,80 m    |